# آخرین باری که خودکشی کردم
آخرین باری که خودکشی کردم (به انگلیسی: The Last Time I Committed Suicide) یک فیلم زندگی‌نامه‌ای و عاشقانه آمریکایی به کارگردانی و نویسندگی استیون کی که بر اساس‌نامه‌ای در سال ۱۹۵۰ که نیل کسیدی به جک کرواک نوشت است. توماس جین در نقش نیل کسیدی بازی می‌کند. کیانو ریوز، آدرین برودی، گرچن مول و کلر فورلانی از دیگر بازیگران این فیلم هستند. این اثر در ۲۰ ژوئن ۱۹۹۷ به صورت محدود اکران شد.

## داستان
این فیلم که از دیدگاه نیل کسیدی (توماس جین) روایت می‌شود، در قالب یک نامه، زندگی او را قبل و بعد از اقدام به خودکشی توسط معشوق دیرینه‌اش، جوآن (کلر فورلانی) دنبال می‌کند. با نشان دادن ذهن فعال نیل و افکار دائماً در حال تغییر، فیلم بین قبل و بعد از تلاش به جلو و عقب می‌پرد.
داستان از روز تلاش جوآن برای خودکشی آغاز می‌شود، نیل در سالن بیرون اتاق بیمارستان جوآن نشسته‌است. سپس داستان به روز قبل از اقدام به خودکشی می‌رسد و …